# Sossano
Sossano ist eine nordostitalienische Gemeinde (comune) mit 4137 Einwohnern (Stand 31. Dezember 2023) in der Provinz Vicenza in Venetien. Die Gemeinde liegt etwa 21 Kilometer südsüdwestlich von Vicenza an den Colli Berici.

## Verkehr
Der Bahnhof Sossano lag an der heute stillgelegten Bahnstrecke von Treviso nach Ostiglia.

## Persönlichkeiten
- Antonio Bertola (1924–1967), argentinisch-italienischer Radrennfahrer